# To Kill a Mockingbird
|  | Aquest article tracta sobre la pel·lícula. Si cerqueu la novel·la homònima, vegeu «Matar un rossinyol». |

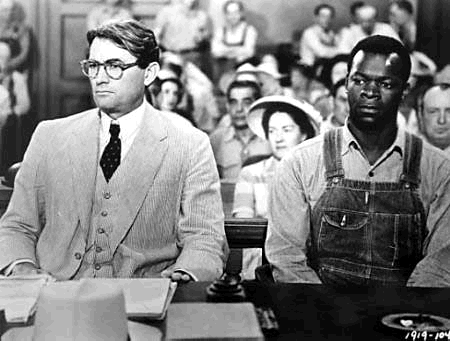
Gregory Peck i Brock Peters

To Kill a Mockingbird (en versió catalana, adaptada: "Matar un rossinyol") és un film estatunidenc dirigit per Robert Mulligan estrenat el 1962, adaptació de la novel·la Matar un rossinyol de Harper Lee.

## Argument
Atticus Finch, un advocat del sud dels Estats Units de la dècada del 1930, ha de defensar un home negre acusat de violació. El relat, contat a través dels records i la mirada dels seus fills Scout i Jem, és sembrat de detalls sobre la vida i la mentalitat de l'època, així com d'anècdotes de veïns (algunes inspirades en els records d'infantesa de l'autora de la novel·la).
Aquesta història explica una part de la infantesa d'un dels amics de l'autora, que deixa veure la seva passió pel cinema i l'escriptura.

## Repartiment
- Gregory Peck: Atticus Finch
- Mary Badham: Jean Louise "Scout" Finch
- Phillip Alford: Jeremy "Jem" Finch
- John Megna: Charles Baker "Dill" Harris
- Brock Peters: Tom Robinson
- James Anderson: Robert E. Lee 'Bob' Ewell
- Collin Wilcox Paxton: Mayella Violet Ewell
- Robert Duvall: Arthur "Boo" Radley
- Estelle Evans: Calpurnia
- Rosemary Murphy: Maudie Atkinson

## Al voltant del film
- El paper de Boo Radley  ha inspirat el grup musical britànic The Boo Radleys i el personatge principal, el grup de rock Atticus.
- Michael Douglas té un exemplar del llibre The Game de David Fincher cap al 100è minut de la pel·lícula.
- Demi Moore i Bruce Willis va posar Scout a la seva filla, per l'heroïna del llibre/film. L'actor Jake Gyllenhaal per la seva banda va posar als seus gossos Atticus i Boo Radley.
- És el film favorit del director Cameron Crowe, qui en fa referència en alguns dels seus propis films: Gairebé famosos.
- L'American Film Institute va designar Atticus Finch en el primer lloc a ‘’els 100 grans herois de films".
- La sala del procés del film apareix també a...tick...tick...tick... (1970).
- És la primera aparició de l'actor Robert Duvall.

## Premis i nominacions

### Premis
- 1963: Premi Gary Cooper per Robert Mulligan, al Festival Internacional de Cinema de Canes
- 1963: Oscar al millor actor per Gregory Peck[1]
- 1963: Oscar al millor guió adaptat per Horton Foote[1]
- 1963: Oscar a la millor direcció artística per Alexander Golitzen, Henry Bumstead, Oliver Emert[1]
- 1963: Globus d'Or al millor actor dramàtic per Gregory Peck
- 1963: Globus d'Or a la millor banda sonora original per Elmer Bernstein

### Nominacions
- 1963: Palma d'Or per Robert Mulligan
- 1963: Oscar a la millor pel·lícula[1]
- 1963: Oscar al millor director per Robert Mulligan[1]
- 1963: Oscar a la millor actriu secundària per Mary Badham[1]
- 1963: Oscar a la millor fotografia per Russell Harlan[1]
- 1963: Oscar a la millor banda sonora per Elmer Bernstein[1]
- 1963: Globus d'Or a la millor pel·lícula dramàtica
- 1963: Globus d'Or al millor director per Robert Mulligan
- 1964: BAFTA a la millor pel·lícula
- 1964: BAFTA al millor actor estranger per Gregory Peck